# 萨维尔天文学教授

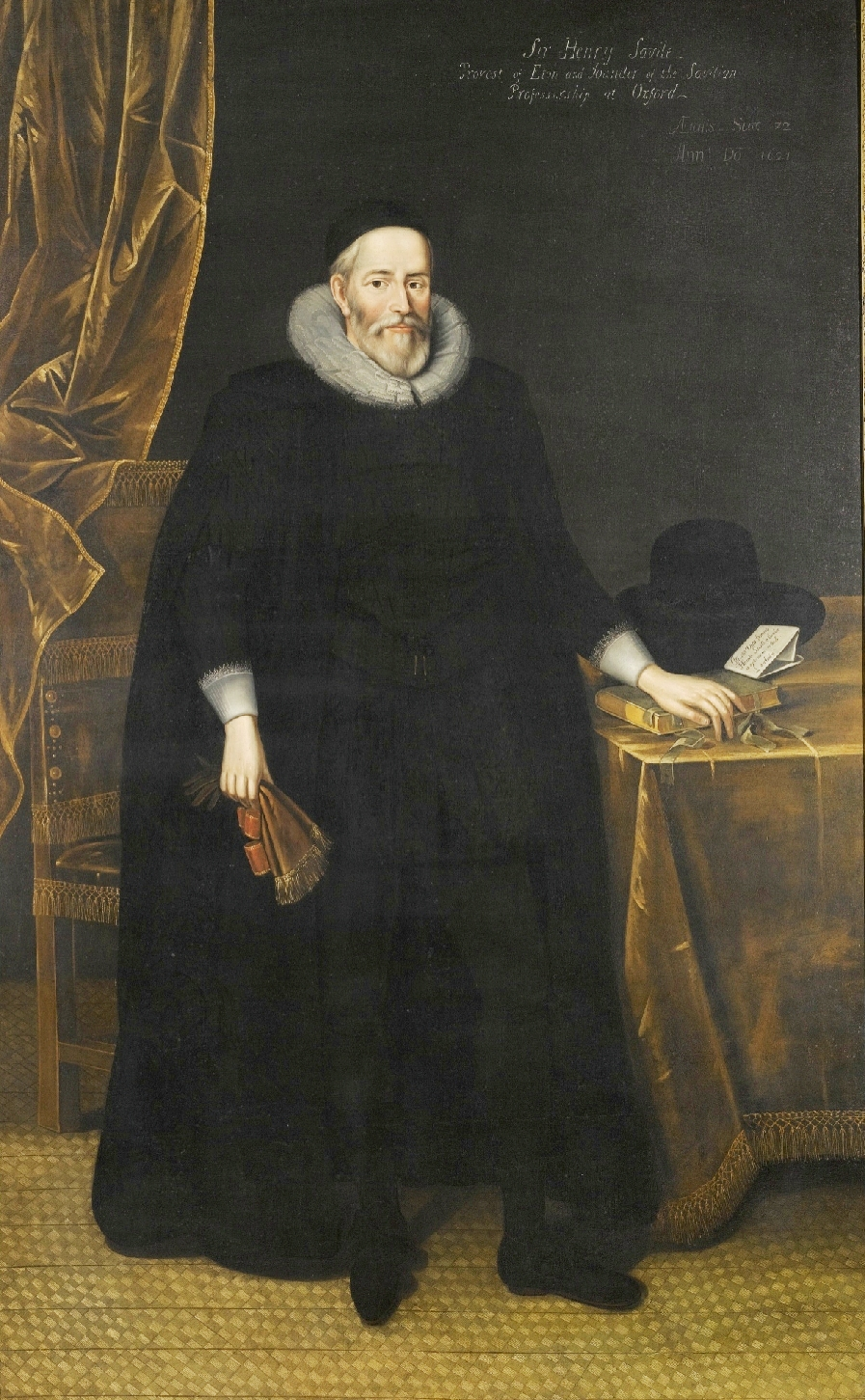
亨利·萨维尔，萨维尔天文学教授创始人

萨维尔天文学教授（英語：Savilian Professor of Astronomy）是亨利·萨维尔于1619年在牛津大学建立的两个教位之一，另一个为薩維爾幾何學教授。亨利·萨维尔是墨顿学院院长和伊顿学院教务长。他指定约翰·班布里奇为第一位担任此教位的教授，任期从1620或1621开始。
现在总共有21位的文学学教授获得此头衔，而最近1次被授予此头衔的教授，是在2012年由史蒂文·巴尔布斯获得。过去获得此头衔的教授还包含了天文学家克里斯多佛·雷恩和詹姆斯·布拉德雷等。